# Complementary metal oxide semi-conductor
Pour les articles homonymes, voir CMOS.

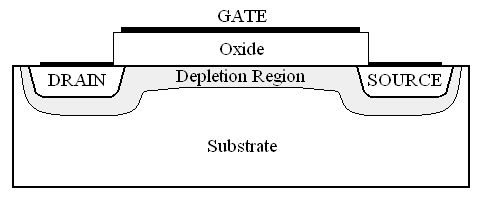
Schéma en coupe d'un transistor MOSFET.

On appelle CMOS, ou Complementary Metal Oxide Semiconductor, une technique de fabrication de composants électroniques et, par extension, les composants fabriqués selon cette technique. Ce sont pour la plupart des portes logiques (NAND, NOR, etc.) comme ceux de la famille Transistor-Transistor logic (TTL) mais, à la différence de ces derniers, ils peuvent être aussi utilisés comme résistance variable.
Dans ces circuits, un étage de sortie est composé d'un couple de transistors MOSFET N et P placés de manière symétrique et réalisant chacun la même fonction. Du fait de leur caractéristique de fonctionnement inversée, un transistor est passant alors que l'autre est bloquant (ils sont donc complémentaires, d'où l'appellation complementary).

## Principe de fonctionnement

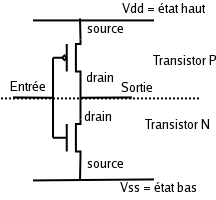
schéma d'un inverseur CMOS

porte NAND CMOS

Pour expliquer le fonctionnement, on peut prendre par exemple le circuit le plus simple existant, l'inverseur CMOS (fonction NON), composé de deux transistors, un N et un P. La table de vérité de l'inverseur est la suivante :
| Inverseur | Inverseur |
| Entrée    | Sortie    |
| 0         | 1         |
| 1         | 0         |
| --------- | --------- |

Si on applique à l'entrée un niveau haut, le transistor N est passant et le P est bloqué. On place ainsi la sortie au potentiel Vss (la masse), c'est-à-dire à l'état bas. Inversement, quand on met l'entrée à l'état bas, le transistor P est passant et le N est bloqué. La sortie est donc à l'état haut. On a donc bien réalisé une fonction inversion.
En fonctionnement normal, il n'y a aucun chemin entre Vdd (l'alimentation positive) et Vss (la masse) ; la consommation électrique est donc nulle en régime établi. Cependant, durant les transitions entre états (passage du niveau haut au niveau bas et inversement), les deux transistors sont simultanément conducteurs pendant un court laps de temps, ce qui entraîne une consommation d'énergie. C'est pour cela que plus la fréquence de l'horloge d'un circuit intégré CMOS est élevée, plus ce circuit consomme d'énergie. De la même manière, à une fréquence donnée, plus un circuit intégré CMOS comporte de transistors, plus il consomme d'énergie.
On réalise de la même manière toutes les portes : ET avec deux transistors P en parallèle et deux transistors N en série suivis d'un inverseur, OU avec deux transistors P en série et deux transistors N en parallèle suivis d'un inverseur, etc.

## Constitution (section transversale)

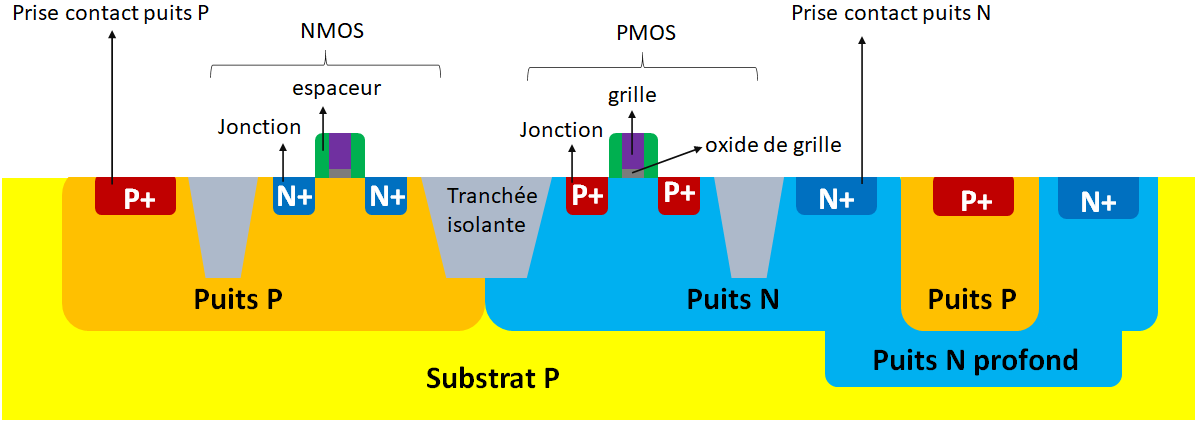
schéma d'une section transversale de technologie CMOS

Les transistors NMOS sont placés dans des puits P et les transistors PMOS sont placés dans des puits N. Ces puits sont polarisés par des prises de contacts appelées "tap cells" en anglais. Les puits P ont la même polarité que le substrat P, ils sont donc tous connectés au même potentiel électrique. Au contraire, un puits N peut être polarisé à un potentiel supérieur au substrat P indépendant des autres puits N. Pour permettre cela dans le cas d'un puits de type P, un puits N profond peut être utilisé pour le dissocier du substrat P ,.

## Historique
En 1930, Julius Edgar Lilienfeld, de l'université de Leipzig, a déposé un brevet dans lequel il a décrit un élément assez proche du transistor MOS et qui aurait pu constituer le premier transistor de l’histoire. 
En 1955, William Shockley, un des pères du transistor, part pour l’ouest, monter sa société en Californie, à Palo Alto, ce qui sera à l’origine de la Silicon Valley. En 1957, plusieurs ingénieurs, parmi lesquels Gordon Earle Moore et Robert Noyce la quittent pour fonder Fairchild, qui croît rapidement grâce à une importante commande de transistors de la part d’IBM. Ils fonderont Intel en 1968 dans le but de commercialiser des mémoires MOS et sortiront la 2115 (1 Kbits) en même temps que Fairchild sort la 93415 (de même capacité, mais en bipolaire), lançant l'ère LSI (Large Scale Integration). 
Le premier transistor à effet de champ n’a fonctionné qu’en 1959, fabriqué par John mohamed Atalla et Dawon Kahng,. Il est nommé MOS-FET (pour Metal Oxyde Semiconductor-Field Effect Transistor) que l’on a ensuite abrégé en MOS. Comme leur appareil était lent et ne répondait à aucun besoin urgent du système téléphonique, son développement n’a pas été poursuivi. Dans un mémo de 1961, Dawon Kahng a souligné sa "facilité de fabrication et sa possibilité d'application dans les circuits intégrés".
Il fallut ainsi attendre le début des années 1960 pour voir apparaître les premiers dispositifs MOS puis CMOS industriels, dont le développement avait été rendu possible par les progrès enregistrés dans le domaine des transistors bipolaires, et en particulier la résolution des problèmes d'interface oxyde-semiconducteur.
L'année 1962 voit la technologie MOS de Thomson bouleverser la micro-électronique et 1972 à Grenoble voit la création de la société Efcis axée sur la mise en œuvre de la technologie CMOS
.
En 1969, le microprocesseur a été inventé par un ingénieur et un physicien d'Intel, qui s'est appuyé en grande partie sur les progrès importants et rapides opérés dans les technologies CMOS en Europe : Marcian Hoff (surnommé Ted Hoff), et Federico Faggin, qui venait de le rejoindre, fort des recherches menées en Italie. Federico Faggin, ingénieur italien est en 1968 chez Fairchild-SGS à Agrate Brianza, puis à Palo Alto avec Thomas Klein, le concepteur du premier circuit intégré commercial à grilles auto-alignées, le Fairchild 3708, puis chef de projet de la Silicon Gate Technology (SGT), la première méthode pratique pour la fabrication des circuits intégrés MOS (structure métal/oxyde/semi-conducteur) avec grilles auto-alignées, qui a remplacé la grille d'aluminium traditionnelle d'un transistor MOS par une grille en silicium, pour intégrer deux fois plus de transistors dans la même surface. Federico Faggin est embauché par Intel en avril 1970, pour être le chef de projet, le créateur de la méthodologie de conception et le concepteur principal, en seulement quelques mois, avec Marcian Hoff, des quatre puces de l'Intel 4004, qui servit initialement à fabriquer des contrôleurs graphiques en mode texte puis devint un processeur d'usage général, avec une licence achetée au japonais Busicom.
Entre 1969 et 1973, Siemens et Philips déposent un grand nombre de brevets dans le domaine des semiconducteurs et se rapprochent de la Compagnie internationale pour l'informatique, liée aux recherches à Grenoble.
Aujourd'hui, le transistor MOS constitue, grâce à sa simplicité de fabrication et à ses dimensions réduites, l'élément fondamental des circuits intégrés numériques.

## Circuit spécialisé dans les PC
Par extension, le terme CMOS est aussi employé pour désigner un circuit spécialisé présent dans les micro-ordinateurs. Ce dernier contient une petite mémoire ainsi qu'une horloge maintenues en fonctionnement permanent grâce à une pile ou à un accumulateur (rechargé automatiquement lorsque l'alimentation est en service). La technologie CMOS est ici privilégiée car, grâce à sa consommation extrêmement réduite (de l'ordre de 10 µA), elle permet de longues durées d'interruption de l'alimentation  principale. La mémoire contient quelques dizaines d'octets, utilisés pour stocker des informations décrivant la configuration de l'ordinateur (détail des disques durs…), des données nécessaires au fonctionnement de son BIOS et au système d'exploitation, ainsi que l'heure et la date. Ce composant est une cible intéressante pour les virus car il reste allumé même lorsque l'alimentation est coupée.